# Mateusz Zawadzki
Mateusz Zawadzki (ur. 7 marca 1990 w Ełku) – polski zawodnik mieszanych sztuk walki (MMA) wagi lekkiej i półśredniej. Walczył m.in. dla PLMMA, Babilon MMA czy KSW. Zawodowy Mistrz Polski w kategorii półśredniej oraz 2-krotny Mistrz Polski w Việt Võ Đạo.

## Kariera sportowa
Przygodę ze sportami walki rozpoczął od karate kyokushin, które trenował już w wieku pięciu lat. Kolejnymi sportami były judo i kickboxing, gdzie święcił sukcesy jako amator (jest między innymi czterokrotnym mistrzem województwa w judo). Wraz z rozwojem MMA postanowił spróbować swoich sił w tym stosunkowo młodym sporcie, szlifując swoje umiejętności w klubie MMA Team Ełk.

## Osiągnięcia[2]
- Zwycięzca Pucharu Polski w Sochaczewie
- Mistrz Polski Północnej Amatorskiego MMA w wadze półśredniej[3]
- Najlepszy zawodnik Mistrzostw Polski
- 2-krotny Mistrz Polski w Việt Võ Đạo (zasady kick-boxingu)
- 2008: IV liga Shooto, kat. 76 kg – 1. miejsce[4]
- 2009: V Mistrzostwa Polski BJJ, kat -84,3 kg, juniorzy – 3. miejsce
- 2011: Młodzieżowy mistrz Unii Sportów Walki-M w wadze półśredniej
- 2011: Zawodowy Mistrz Polski w wadze półśredniej[5]
- 2012: Puchar Mazur w wadze półśredniej

## Lista zawodowych walk w MMA
| Wynik     | Bilans | Przeciwnik (bilans przed walką) | Rozstrzygnięcie                                            | Runda | Czas | Rozgrywki                               | Data       | Miejsce   | Uwagi                                                                   |
| --------- | ------ | ------------------------------- | ---------------------------------------------------------- | ----- | ---- | --------------------------------------- | ---------- | --------- | ----------------------------------------------------------------------- |
| Przegrana | 13-4-2 | Piotr Niedzielski (9-4)         | TKO (kopnięcie na korpus i ciosy pięściami w parterze)     | 2     | 3:23 | Babilon MMA 4: Kołecki vs. Cuk          | 08.06.2018 | Ełk       | Pojedynki w wadze półśredniej                                           |
| Wygrana   | 13-3-2 | Dominik Chmiel (8-5)            | TKO (ciosy pięściami)                                      | 1     | 0:29 | AFN 2 - Armia Fight Night               | 07.04.2018 | Łomża     | Pojedynki w wadze półśredniej                                           |
| Przegrana | 12-3-2 | Rafał Lewoń (11-5)              | Poddanie (duszenie)                                        | 2     | 4:59 | PLMMA 68 / 3F - Extreme Fight Cage 4    | 03.06.2016 | Łomża     | Pojedynki w wadze półśredniej                                           |
| Wygrana   | 12-2-2 | Ramūnas Paliunis (3-14)         | TKO (ciosy pięściami)                                      | 1     | 0:43 | PLMMA 66 / 3F - Masurian Fight Night 5  | 16.04.2016 | Ełk       | Pojedynki w wadze półśredniej                                           |
| Wygrana   | 11-2-2 | Wiaczesław Ten (12-6-2)         | Poddanie (dźwignia na staw łokciowy)                       | 1     | 3:08 | 3F - Extreme Fight Cage 3               | 10.10.2015 | Ełk       | Walka w umownym limicie do -73 kg                                       |
| Remis     | 10-2-2 | Kamil Gniadek (8-3)             | Remis (niejednogłośny)                                     | 3     | 5:00 | KSW 30: Genesis                         | 21.02.2015 | Poznań    | Walka w umownym limicie do -72 kg                                       |
| Wygrana   | 10-2-1 | Kerim Abzaiłow (9-3)            | TKO (ciosy pięściami)                                      | 1     | 5:00 | 3F - Extreme Fight Cage 2               | 07.11.2014 | Suwałki   | Pojedynki w wadze lekkiej                                               |
| Przegrana | 9-2-1  | Mateusz Gamrot (3-0)            | TKO (przerwanie przez narożnik)                            | 2     | 5:00 | KSW 23: Królewskie Rozdanie             | 08.06.2013 | Gdańsk    | Pojedynki w wadze lekkiej                                               |
| Wygrana   | 9-1-1  | Sławomir Wasiak (0-2)           | Poddanie (duszenie gilotynowe)                             | 1     | 1:21 | 3F - Masurian Fight Night 3             | 06.04.2013 | Ełk       | Walka w umownym limicie do -74 kg                                       |
| Wygrana   | 8-1-1  | Sławomir Wasiak (0-1)           | TKO (ciosy pięściami)                                      | 1     | 3:16 | 3F - Suwalki Fight Night                | 23.11.2012 | Suwałki   |                                                                         |
| Remis     | 7-1-1  | Marcin Mencel (4-3)             | Techniczny remis (podwójny nokaut z powodu zderzenia głów) | 1     | 1:51 | Night of Champions - Paczków            | 27.10.2012 | Paczków   |                                                                         |
| Wygrana   | 7-1    | Mahomied Tulshajew (7-7)        | TKO (ciosy pięściami)                                      | 1     | 2:56 | Night of Champions - Paczków            | 27.10.2012 | Paczków   |                                                                         |
| Wygrana   | 6-1    | Robert Pukač (5-2-1)            | Poddanie (ciosy pięściami)                                 | 2     | 1:21 | MFN 2 - Masurian Fight Night            | 02.06.2012 | Ełk       | Zdobył Puchar Mazur                                                     |
| Wygrana   | 5-1    | Dawid Haras (0-1)               | Poddanie (duszenie zza pleców)                             | 1     | 1:22 | PMMA - Professional MMA 1               | 03.12.2011 | Stargard  |                                                                         |
| Wygrana   | 4-1    | Łukasz Kopera (1-0)             | Decyzja (jednogłośna)                                      | 2     | 5:00 | PMMAF - Polish MMA Championships Finals | 05.11.2011 | Chorzów   | Walka o 1 miejsce. Został zawodowym mistrzem Polski w wadze półśredniej |
| Wygrana   | 3-1    | Alan Langer (1-2)               | Poddanie (duszenie zza pleców)                             | 1     | 4:28 | PMMAF - Polish MMA Championships Finals | 05.11.2011 | Chorzów   | Walka o 3 miejsce                                                       |
| Wygrana   | 2-1    | Rafał Błachuta (2-1)            | Decyzja (jednogłośna)                                      | 2     | 5:00 | MMAC - MMA Cup 2                        | 15.10.2011 | Białystok | Zdobył młodzieżowy pas Unii Sportów Walki-M w wadze półśredniej         |
| Wygrana   | 1-1    | Mahomied Tulshajew (1-2)        | KO (ciosy pięściami)                                       | 1     | 4:58 | MFN 1 - Masurian Fight Night            | 04.06.2011 | Ełk       |                                                                         |
| Przegrana | 0-1    | Paweł Zalewski (1-0)            | TKO (ciosy pięściami)                                      | 2     | 1:36 | BP - Bialystok Fight Night              | 21.11.2009 | Białystok | Debiut w zawodowym MMA                                                  |